# Бузеску
Бузеску (рум. Buzescu) — комуна у повіті Телеорман в Румунії. До складу комуни входить єдине село Бузеску.
Комуна розташована на відстані 84 км на південний захід від Бухареста, 10 км на північний захід від Александрії, 117 км на схід від Крайови.

## Населення
За даними перепису населення 2002 року у комуні проживали 4375 осіб.
Національний склад населення комуни:
| Національність | Кількість осіб | Відсоток |
| -------------- | -------------- | -------- |
| румуни         | 3370           | 77,0%    |
| цигани         | 1004           | 22,9%    |
| німці          | 1              | < 0,1%   |

Рідною мовою назвали:
| Мова      | Кількість осіб | Відсоток |
| --------- | -------------- | -------- |
| румунська | 3611           | 82,5%    |
| циганська | 764            | 17,5%    |

Склад населення комуни за віросповіданням:
| Релігія        | Кількість осіб | Відсоток |
| -------------- | -------------- | -------- |
| православні    | 4153           | 94,9%    |
| адвентисти     | 204            | 4,7%     |
| баптисти       | 15             | 0,3%     |
| греко-католики | 1              | < 0,1%   |
| не релігійні   | 1              | < 0,1%   |

## Зовнішні посилання
- Дані про комуну Бузеску на сайті Ghidul Primăriilor [Архівовано 17 жовтня 2007 у Wayback Machine.]